# Хухель, Петер

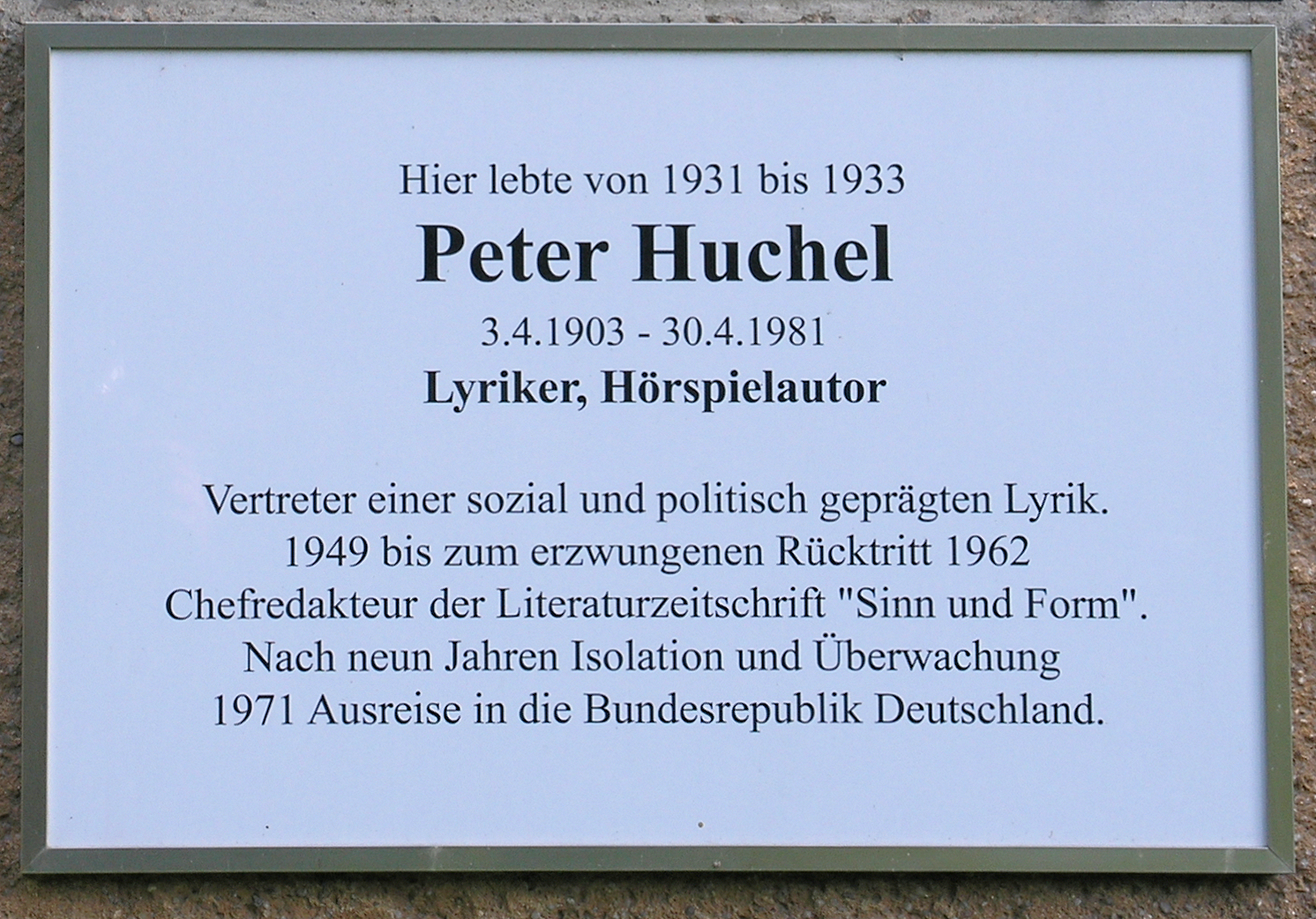
Памятная доска Петера Хухеля в Берлине

Петер Хухель (нем.  Peter Huchel, настоящее имя Хельмут; 3 апреля 1903, Лихтерфельде — 30 апреля 1981, Штауфен-им-Брайсгау) — немецкий поэт.

## Биография
В 1923—1926 годах изучал философию в Берлине, Фрайбурге и Вене. Начал печататься в 1924 году. В 1927—1930 годах путешествовал по Европе и Ближнему Востоку. В 1930 году взял имя Петер. Дружил с Эрнстом Блохом, Фрицем Штернбергом, Гюнтером Айхом. Публиковал стихи, писал пьесы для радио. Участвовал рядовым во Второй мировой войне, в 1945 году попал в советский плен. После освобождения работал на восточногерманском радио (1945—1948), с 1949 года издавал литературный журнал Sinn und Form («Смысл и форма»), основанный Йоганнесом Бехером. После 1961 года стал мишенью резкой идеологической критики властей ГДР, издавался в ФРГ. До 1971 года фактически существовал под домашним арестом и постоянным наблюдением министерства государственной безопасности ГДР. В 1971 году получил разрешение покинуть страну, проживал в Риме, затем переехал в ФРГ, где и скончался.

## Издания
- Gedichte (1948)
- Chausseen, Chausseen. Gedichte (1963)
- Die Sternenreuse. Gedichte 1925—1947 (1968)
- Gezählte Tage. Gedichte (1972)
- Die neunte Stunde. Gedichte (1979)
- Gesammelte Werke; 2 vols. (Frankfurt/Main, 1984, собрание сочинений в 2-х тт.)
- Wie will man da Gedichte schreiben. Briefe 1925—1977 (Frankfurt/Main, 2000, письма)

## Публикации на русском языке
- Немецкая поэзия 1954—1959. М., 1960
- Западноевропейская поэзия XX века. М.: Художественная литература, 1977, с.219-223
- Стихотворения

## Признание
Лауреат многочисленных премий в немецкоязычных странах, включая Австрийскую государственную премию (1972), премию Андреаса Грифиуса (1974). Удостоен германского ордена Pour le Mérite (1976). Почётный член Баварской академии изящных искусств, Немецкой академии языка и поэзии. В 1984 в земле Баден-Вюртемберг учреждена поэтическая премия Петера Хухеля, среди её лауреатов — Оскар Пастиор, Дурс Грюнбайн и др..
Представительный сборник статей о творчестве Хухеля составил Жан Амери (1973). Эссе о поэзии Хухеля принадлежит Иосифу Бродскому (1994).